# تيمو غيبهارت

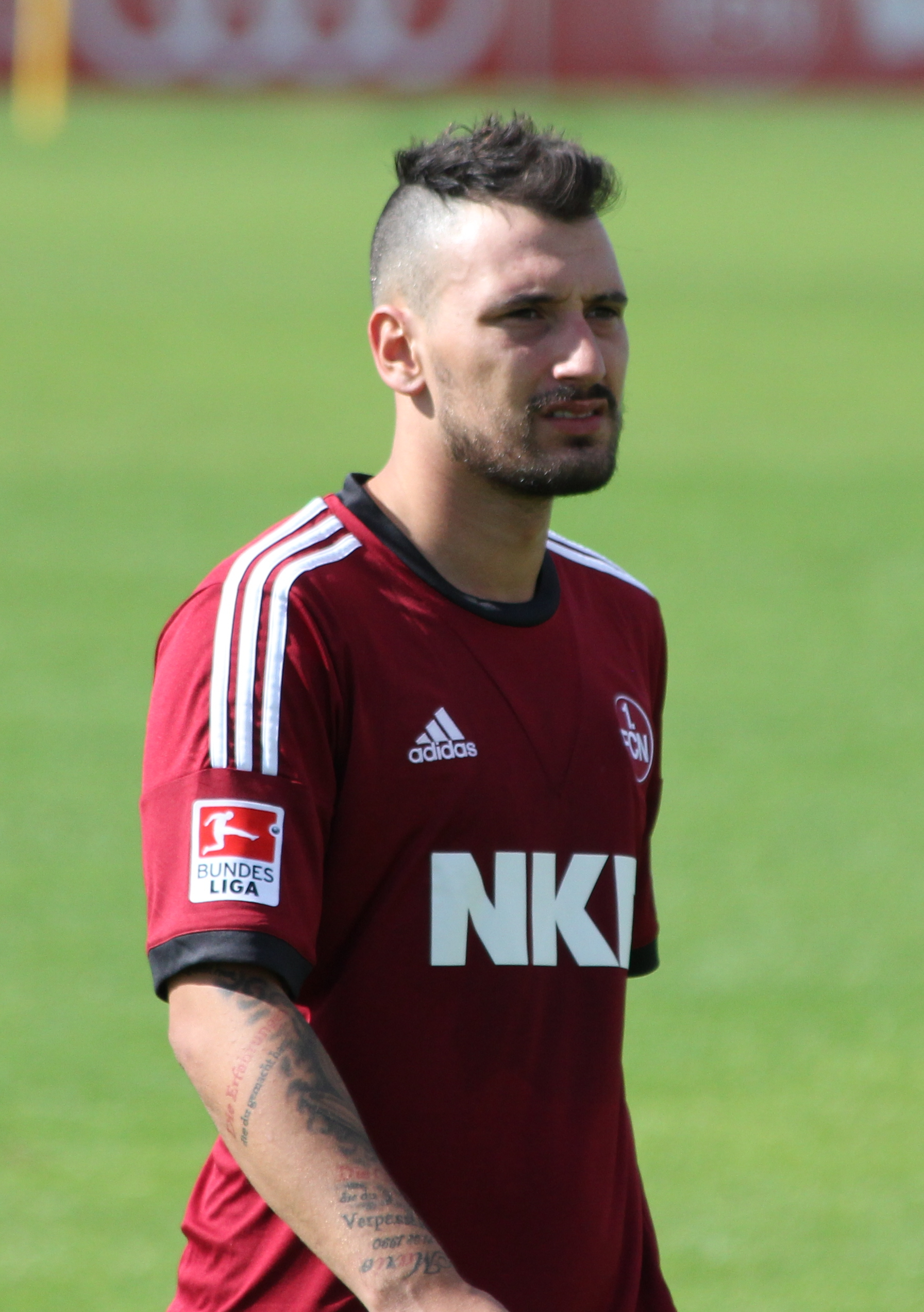

تيمو غيبهارت (بالألمانية: Timo Gebhart)‏ (مواليد 12 أبريل 1989 في ميمينغن - ألمانيا الغربية) لاعب كرة قدم ألماني يلعب حاليا لصالح نادي الدرجة الأولى شتوتغارت الألماني منذ 2009 في مركز الوسط المحوري .

## روابط خارجية
- تيمو غيبهارت على موقع قاعدة بيانات كرة القدم.إي يو (الإنجليزية)
- تيمو غيبهارت على موقع بيانات كرة القدم. دي إي (الألمانية)
- تيمو غيبهارت على موقع Soccerway.com (الإنجليزية)
- تيمو غيبهارت على موقع عالم كرة القدم.نت (الإنجليزية)
- تيمو غيبهارت على موقع كووورة
- تيمو غيبهارت على موقع AS.com (الإسبانية)